# Eupithecia isopsaliodes
Eupithecia isopsaliodes är en fjärilsart som beskrevs av Fletcher 1978. Eupithecia isopsaliodes ingår i släktet Eupithecia och familjen mätare. Inga underarter finns listade i Catalogue of Life.